# بوبکر فوفانا (بازیکن فوتبال، زاده ۱۹۹۸)
بوباکار فوفانا (انگلیسی: Boubacar Fofana؛ زادهٔ ۷ سپتامبر ۱۹۹۸) بازیکن فوتبال اهل فرانسه است.
از باشگاه‌هایی که در آن بازی کرده‌است می‌توان به باشگاه فوتبال المپیک لیون اشاره کرد.